# ألكساندرا هيلدبراندت
ألكساندرا هيلدبراندت (بالألمانية: Alexandra Hildebrandt) (و. 1959  م) هي مؤلفة، وكاتِبة، ومديرة متحف ألمانية، ولدت في كييف.

## وصلات خارجية
- ألكساندرا هيلدبراندت على موقع IMDb (الإنجليزية)
- ألكساندرا هيلدبراندت في قاعدة بيانات الأفلام على الإنترنت